# Димитър Керанов
Димитър Димов Керанов е български актьор, режисьор и театрален деец.

## Биография
Роден е в Силистра на 26 октомври 1896 г. През 1915 г. завършва драматичната школа на Сава Огнянов. По време на Първата световна война е част от трупата на театъра на Първа Софийска дивизия. През 1919 г. е актьор, режисьор и директор на Свободен театър на Петър Стойчев. След това работи в драматичните театри в Русе, Варна, Бургас, Сливен, Ямбол, Габрово и Търговище, както и в Софийски областен театър. Почива на 7 юни 1987 г. в София.

## Театрални роли
Димитър Керанов играе множество роли, по-значимите са:
- Хамлет – „Хамлет“ от Уилям Шекспир
- Огнянов – „Под игото“ от Иван Вазов
- Фердинанд – „Коварство и любов“ от Фридрих Шилер
- Кочкарьов – „Женитба“ от Николай Гогол
- Нещастливцев – „Лес“ от Александър Островски
- Сатин – „На дъното“ от Максим Горки[1]

## Филмография
- „Нощем по покривите“ (2-сер. тв, 1987) – старецът
- „Капитан Петко войвода“ (тв сериал, 1981) – мелничарят ятак (в II серия)
- „Слънце на детството“ (2-сер. тв, 1981)
- „Боянският майстор“ (2-сер. тв, 1980)
- „Ловен сезон“ (1979)
- „Бедният Лука“ (1979)
- „Всеки ден, всяка нощ“ (1978) – бай Атанас
- „Инструмент ли е гайдата?“ (1978) - даскала
- „Покрив“ (1978) – бай Кольо
- „Талисман“ (1978)
- „Басейнът“ (1977)
- „Бой последен“ (1977)
- „Записки по българските въстания“ (1976-1980), 13 серии - бай Станойко, мелничарят от Бойковци (в 2 серии: VI, XIII)
- „Да изядеш ябълката“ (1975) - дядо Петко
- „За родината“ (1940) — Огнян
- „Настрадин Ходжа и Хитър Петър“ (1939)
- „След пожара над Русия“ (1929) — инженер Павел Нойков
- „Момина скала“ (1922) — Младен, приятел на Стоян